# Gala (feest)

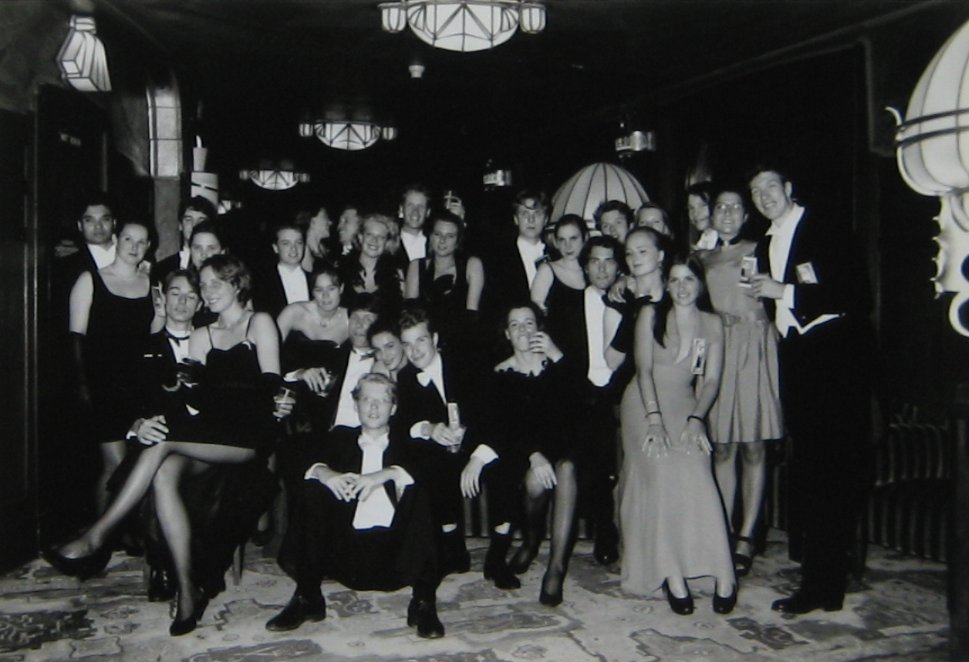
Galafoto gemaakt op een gala van de SSRA

Een gala of gala-avond is een deftig feest waar men in galakleding verschijnt. Ook de kleding zelf wordt gala genoemd. Een bal in galakostuum heet wel een galabal.
Bij een gala is de dresscode 'White Tie'. White Tie houdt in dat de heren in een rokkostuum komen en de dames in een lange avondjurk, gedragen met avondhandschoenen tot over de elleboog.

## Gala-etiquette
Volgens de etiquette zijn de volgende regels op gala's van toepassing. Tegenwoordig worden deze niet meer strikt nageleefd. Sommige richtlijnen staan bovendien bekend als mores ("ongeschreven regels").
- De heer vraagt de dame in een brief, handgeschreven met zilveren pen op blauw papier, of zij hem wil vergezellen naar het gala. De dame antwoordt hierop met een brief, handgeschreven met gouden pen op roze papier, waarin zij de heer uitnodigt om een kopje thee te komen drinken. Tijdens deze visite wordt er niet over het gala gesproken. Als de dame het verzoek afwijst, serveert zij niets bij de thee. Gaat ze mee naar het gala, dan serveert ze koekjes, en is ze geïnteresseerd in meer dan alleen het gala, dan serveert ze zelfgebakken taart. Slagroom op de taart is de klap op de vuurpijl. Als de dame besluit mee te gaan, moet ze tijdens de visite op tersluikse wijze de kleur van haar jurk duidelijk maken, zodat de heer de kleur van de corsages hierop aan kan passen. Dit kan ze bijvoorbeeld doen door een tipje van de jurk uit de kast te laten hangen, of bloemen van een bepaalde kleur te verzorgen.[bron?]
- De heer verzorgt corsages voor zichzelf en zijn metgezellin. De heer draagt deze corsage met de bloem naar boven, de dame met de bloem naar beneden. Bij studentengala's is het ook gebruikelijk om ludiekere corsages te verzorgen.
- In een schrikkeljaar zijn de rollen echter omgedraaid: de dame moet de heer uitnodigen op dezelfde wijze en zij verzorgt de corsages.[bron?]
- Voorafgaand aan het gala wordt er gedineerd. De heer haalt de dame bij haar thuis op en begroet haar door middel van een handkus, waarbij de lippen de hand nauwelijks mogen raken. Wanneer de dame handschoenen draagt is de handkus echter taboe, want een gehandschoende hand kust men niet [hoewel dit tegenwoordig niet meer gezien wordt als 'not done'] vrouwen van hogere stand mogen gehandschoend blijven als de heer die kust van lagere stand is. De heer begeleidt de dame naar het diner en daarna naar de galalocatie. Mocht er gelopen worden dan heeft de heer de dame aan zijn linkerarm, tenzij men aan de rechterkant van de weg moet lopen. In dit geval loopt de heer aan de onveilige kant.[bron?]
- Als de dame avondhandschoenen draagt, houdt ze die aan te allen tijde omdat de handschoenen deel uitmaken van haar outfit. Slechts aan tafel kan ze die uittrekken, doch dit is niet verplicht.[bron?]
- Normaal gesproken laat de heer de dame altijd voorgaan, behalve op de trap. Om eventuele ongepaste blikken te voorkomen gaat de heer hier voor, zowel naar boven als naar beneden. Er is echter één uitzondering: wanneer de trap bijzonder steil is laat de heer de vrouw voor om haar bij een onverhoopte valpartij op te vangen.
- Op het gala kan de heer een dame ten dans vragen door middel van een lichte buiging en woorden als: "Mag ik u ten dans vragen?". De dame stemt hiermee in door eenmaal met haar hoofd te knikken. De dame kan de dans alleen weigeren als zij deze al aan een ander beloofd had. Indien de dame de dans weigert, vraagt de heer niet meteen een andere dame in de buurt. Dit zou de indruk kunnen wekken dat deze dame tweede keus is.[bron?]
- Tijdens het gala is het niet gepast om een horloge te dragen, immers: gezelligheid kent geen tijd.
- De heer heeft op het gala twee zakdoeken bij zich: één om eventueel zichzelf het zweet van het voorhoofd te deppen en een voor zijn date, die immers zelf geen zakken heeft. Verder heeft de heer weinig bij zich buiten huissleutels, entreekaartjes en geld voor de taxi. Een mobiele telefoon is toegestaan, mits deze op de "stille" stand staat. Voor een dame is, indien nodig, een klein handtasje toegestaan.
- Na het gala verzorgt de heer voor de dame gepast vervoer naar huis.